# Anoectangium brotherusii
Anoectangium brotherusii là một loài rêu trong họ Pottiaceae. Loài này được Kis mô tả khoa học đầu tiên năm 1984.